# Venusia kioudjrouaria
Venusia kioudjrouaria là một loài bướm đêm trong họ Geometridae.